# 波尔多大钟门

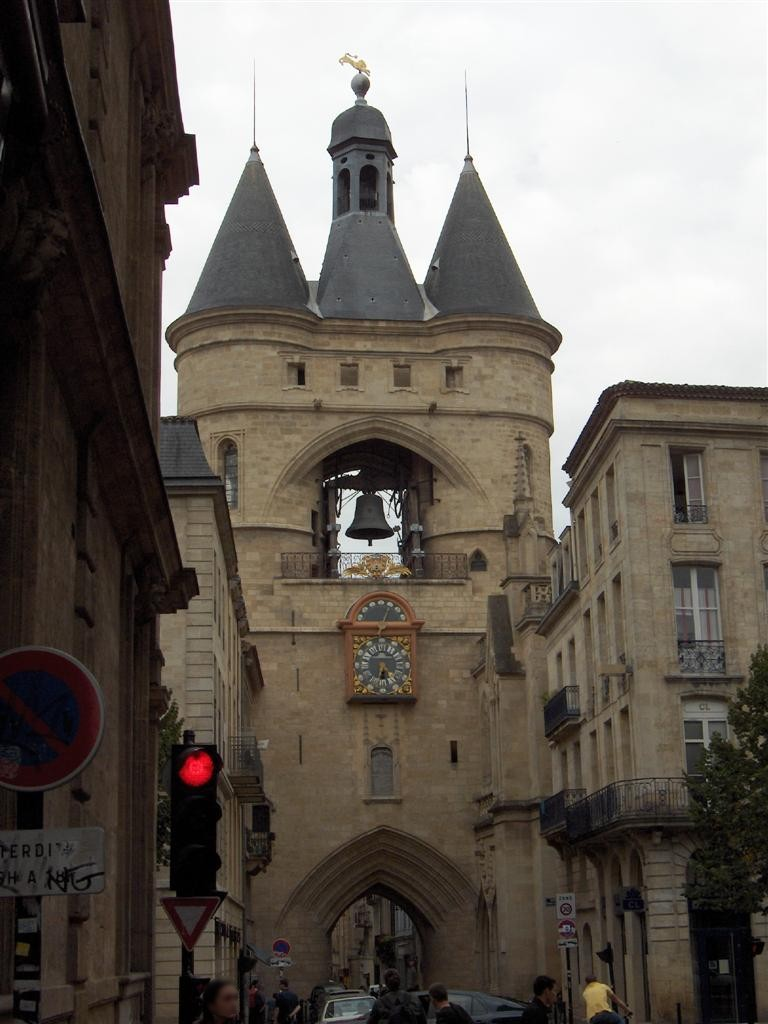
波尔多大钟门

波尔多大钟门（Grosse cloche）是波尔多前市政厅的钟楼。
这是一座罕见的自中世纪保留至今的平民建筑物，15世纪兴建于原来的圣埃洛伊城门（13世纪称为圣雅各伯门）处，毗邻12世纪的圣埃洛伊教堂（Église Saint-Éloi），13世纪此处开了城门，位于圣地亚哥-德孔波斯特拉朝圣之路上。
大钟门包括中间相连的两个40米高的圆形塔楼，装饰有金色狮子纹章。在12世纪它原本是四个仅有一层的圆塔。后来在15世纪到17世纪改为目前的形式。
大钟用于在发生火灾时，敲响以警告市民。它一直作为城市的象征，出现在市徽上。 
波尔多人非常重视大钟。 当国王想惩罚不服从者时，就将其拆除：例如亨利二世曾拆除此钟，以惩罚1548年的起义，直到1561年才得以返回。 
大钟铸造于1775年6月，重7800公斤，高和直径均为两米。

## 图片

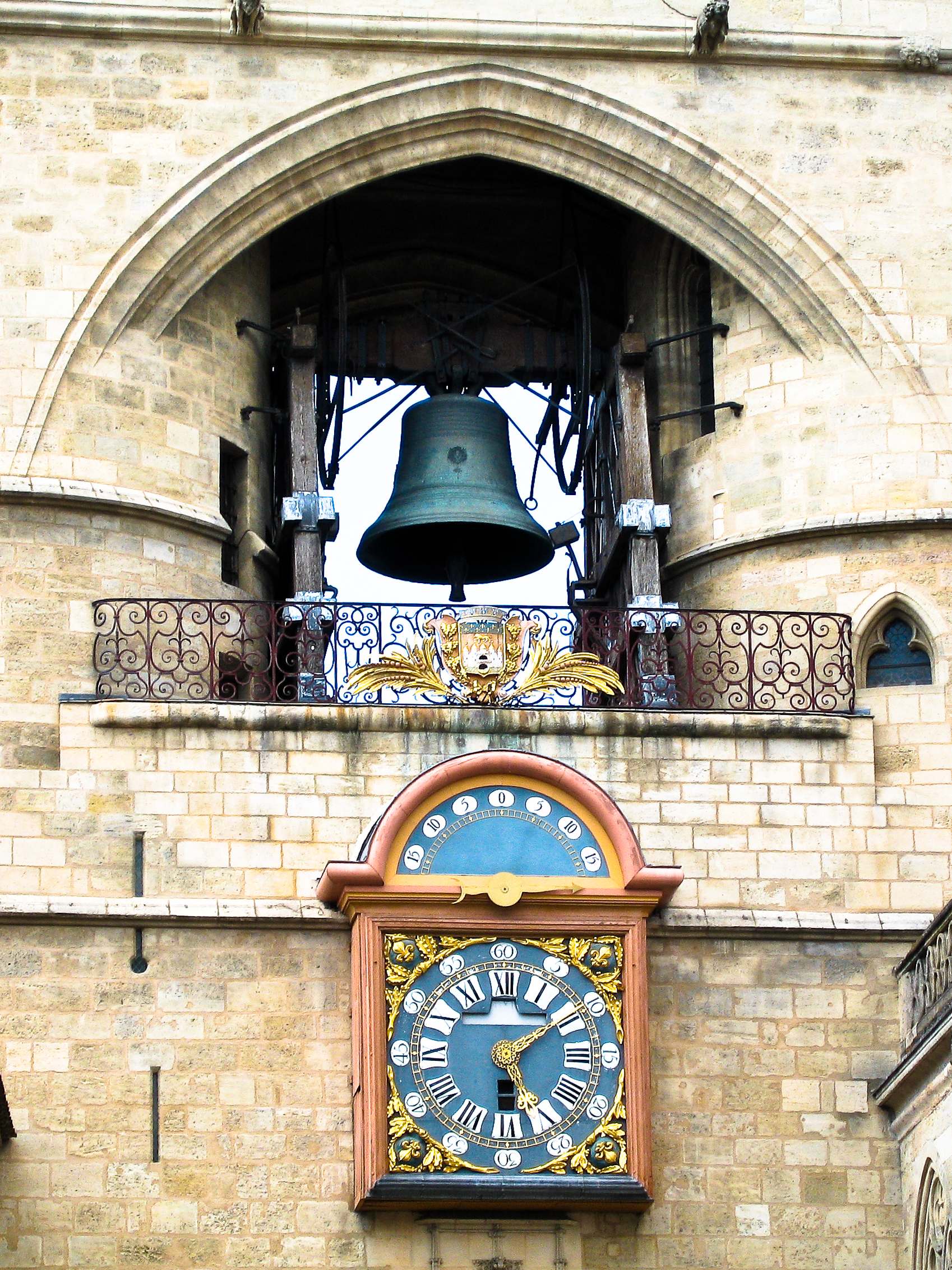
大钟
波尔多市徽